# Nour Ayadi
Pour les articles homonymes, voir Ayadi.
 (juin 2019).
Nour Ayadi, née en 1999, est une pianiste marocaine. Elle a notamment remporté le Prix Alfred Cortot en 2019.

## Biographie
Née en 1999, Nour Ayadi vit au début de son enfance à Casablanca où elle commence le piano à l’âge de six ans avec Nicole Salmon. À 16 ans, elle intègre l’école normale de musique de Paris en France, et ensuite le Conservatoire national de Musique de Paris, tout en faisant en parallèle ses études à Sciences Po Paris.
En 2018, elle est invitée à jouer à l’Assemblée nationale à Paris.
En juin 2019, après avoir reçu le Prix Cortot, elle donne plusieurs récitals en France et sort son tout premier CD sous le label Passavant Music.

## Prix
- 2015 : Grand prix au concours Flame à Paris
- 2016 : Grand Prix au concours International de Piano du Maroc SAR la Princesse Lalla Meryem
- 2017 : Premier Prix au concours international de musique classique de Bakou
- 2018 : Deuxième prix au Alion Piano Compétition en Estonie
- 2019 : Prix Cortot décerné par l'École normale de musique de Paris[5]
- 2019 : 1er prix au concours des Virtuoses du Cœur à Paris
- 2025 : Trophée Jeune talent de la 6ème édition des Trophées Radio Classique[6]